# Szalagos tigrispiton
A szalagos tigrispiton (Python bivittatus) a hüllők (Reptilia) osztályának pikkelyes hüllők (Squamata) rendjébe, ezen belül a pitonfélék (Pythonidae) családjába tartozó faj. Gyakran használt neve a burmai piton.

## Rendszertani besorolása
2009-ig ezt a kígyófajt a tigrispiton (Python molurus) alfajának vélték (Python molurus bivittatus).

## Előfordulása
A szalagos tigrispiton Dél- és Délkelet-Ázsia trópusi térségeinek lakója. Természetes élőhelye: Kelet-India, Nepál, Nyugat-Bhután, Délkelet-Banglades, Mianmar, Thaiföld, Laosz, Kambodzsa, Vietnám, Malajzia kontinentális felének északi része, Dél-Kína (Fucsien, Csianghszi, Kuangtung, Hajnan, Kuanghszi-Csuang Autonóm Terület és Jünnan), Hongkong, valamint az indonéziai Jáva, Dél-Celebesz, Bali és Sumbawa.
Floridában az 1970-es években kivadult és inváziós fajjá vált; nagy károkat tesz az ottani állatvilágban. 2009-ig az Everglades Nemzeti Parkból 1330 példányt fogtak be. A legnagyobb (2022-ben befogott) nőstény 5,48 méter hosszú volt és 97,5 kilót nyomott.

## Megjelenése
A vadonban az átlagos szalagos piton 370 centiméter hosszú. A fajon belül létezik nemi kétalakúság, azonban nem annyira méretben, mint testtömegben, hiszen a nőstény csak kicsivel hosszabb a hímnél, de jóval testesebb és nehezebb. Ugyanazon a nemen belül a hossz és tömeg aránya is igen változatos lehet, például néhány fogságban tartott nőstény adata: 347 centiméter - 29 kilogramm, 400 centiméter - 36 kilogramm, 450 centiméter - 40 kilogramm, valamint 500 centiméter - 75 kilogramm. Néhány fogságban tartott hím adata: 280 centiméter - 12 kilogramm, 297 centiméter - 14,5 kilogramm, 300 centiméter - 7 kilogramm és 305 centiméter - 18,5 kilogramm. A rekordot egy fogságban tartott nőstény, „Baby” tartja, melynek teljes élettartama nem ismert, azonban fogságban 27 évet élt; halálakor 574 centiméteres volt. A kígyó eredeti színe sötét, számos sötétebb barna foltokkal; a foltokat még sötétebb barna vagy fekete sávok szegélyezik. Fogságban világosabb színeket is kialakítottak.

## Életmódja
Egyaránt jól érzi magát a vízparton, a vízben és a fákon is. Kiváló úszó és mászó. Főleg a füves területeket, mocsarakat, lápvidékeket, folyóvölgyeket és domboldalakat részesíti előnyben. Az erdőket és esőerdőket is kedveli, addig amíg ott megfelelő tisztások vannak számára. Ragadozó életmódot folytat; étrendjében számos méretű állat szerepel, a patkánytól és madaraktól kezdve, egészen a kis és közepes párosujjú patásokig és akár a mississippi aligátorig is. Ahhoz, hogy megeméssze táplálékát, napsütésre van szüksége.

## Szaporodása
A szaporodási időszaka kora tavasszal van. A nőstény március-áprilisban, példánymérettől függően 12-36 darab tojást rak. A Naptól felmelegített testét a tojások köré teszi, és kikölti azokat. Költés után az anyaállat többé nem törődik kicsinyeivel. A kis kígyók a fészekben maradnak míg meg nem erősödnek, vagy ki nem fogy a tartalékuk.

## Képek

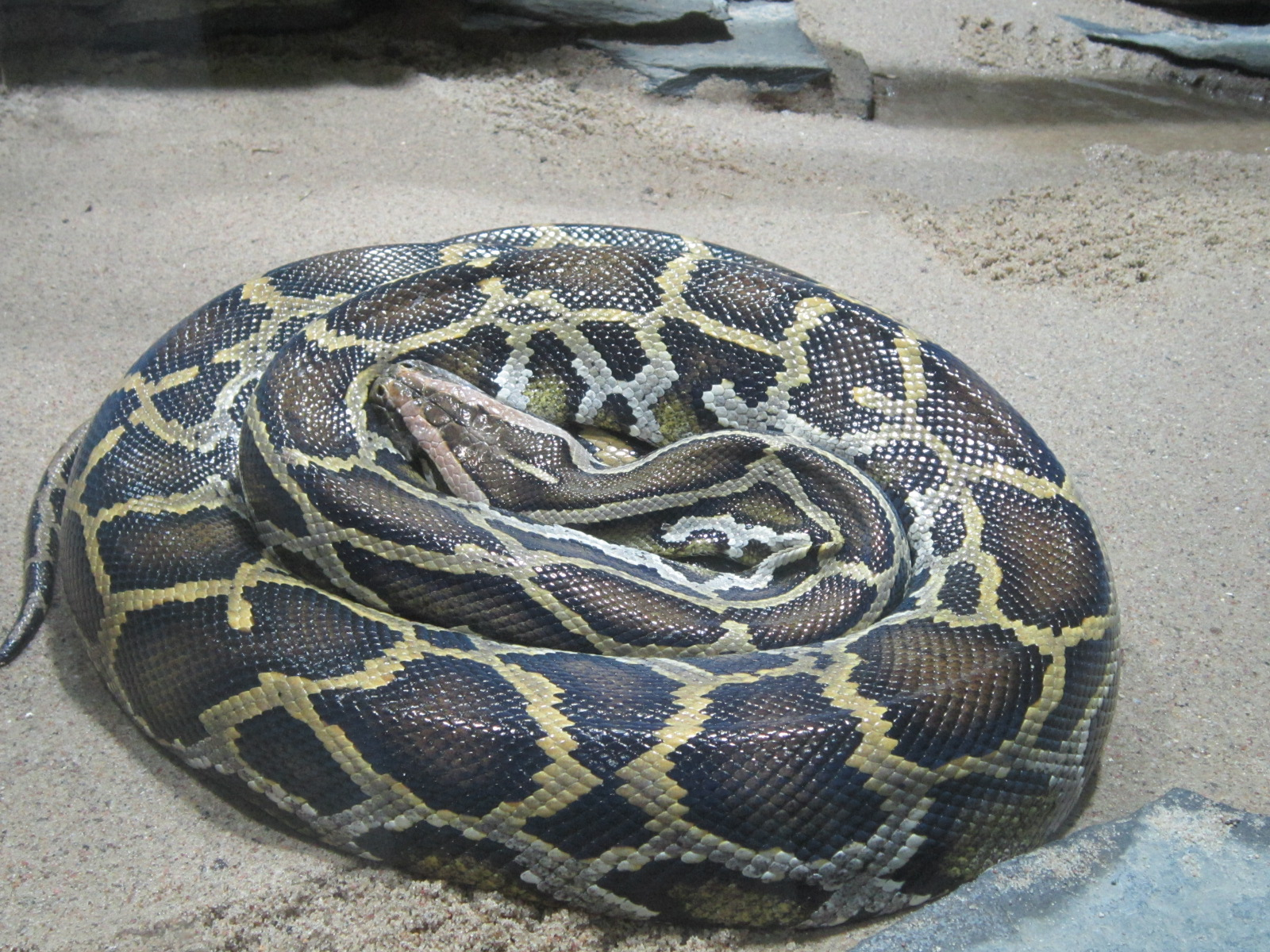
Eredeti
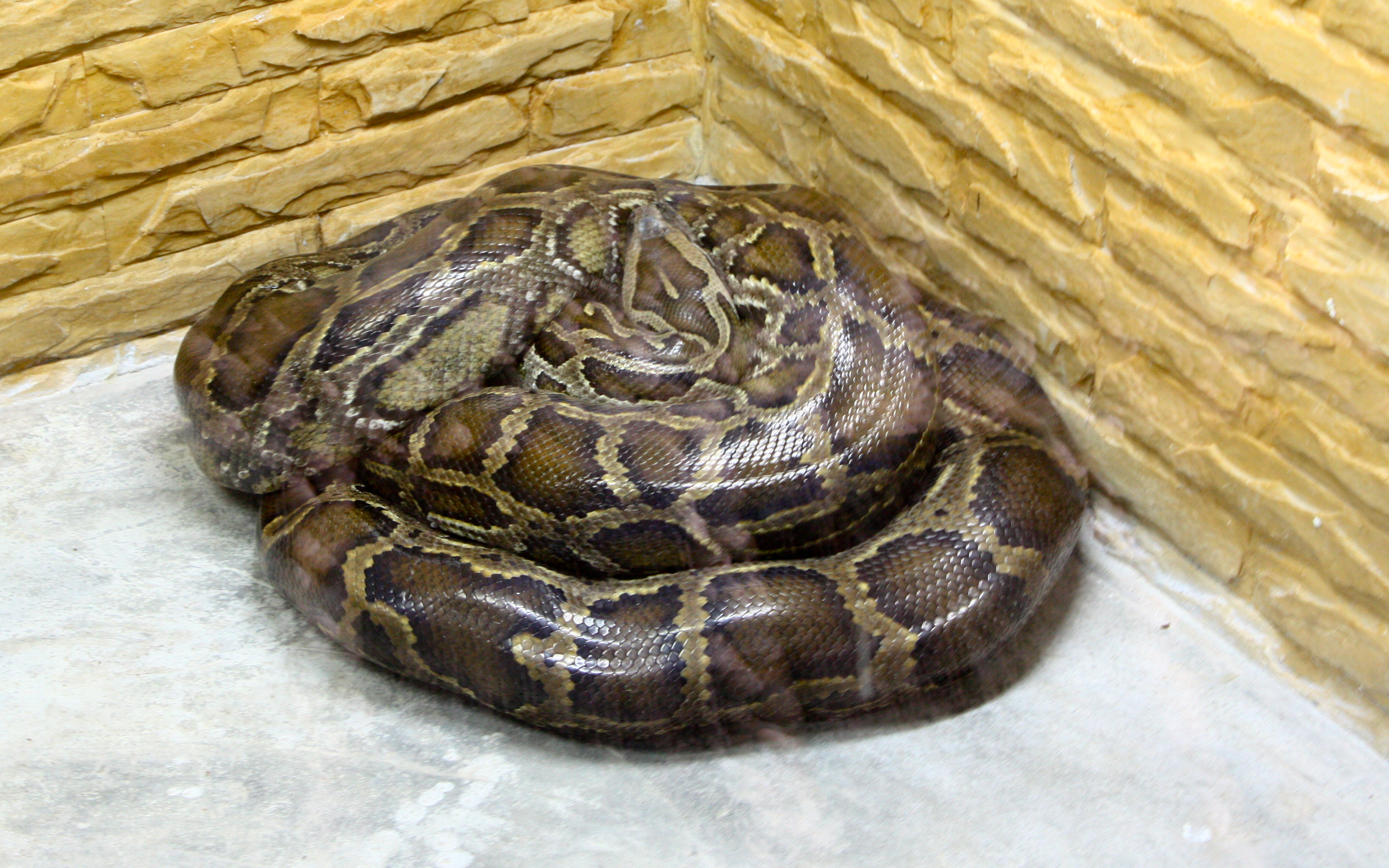
színei
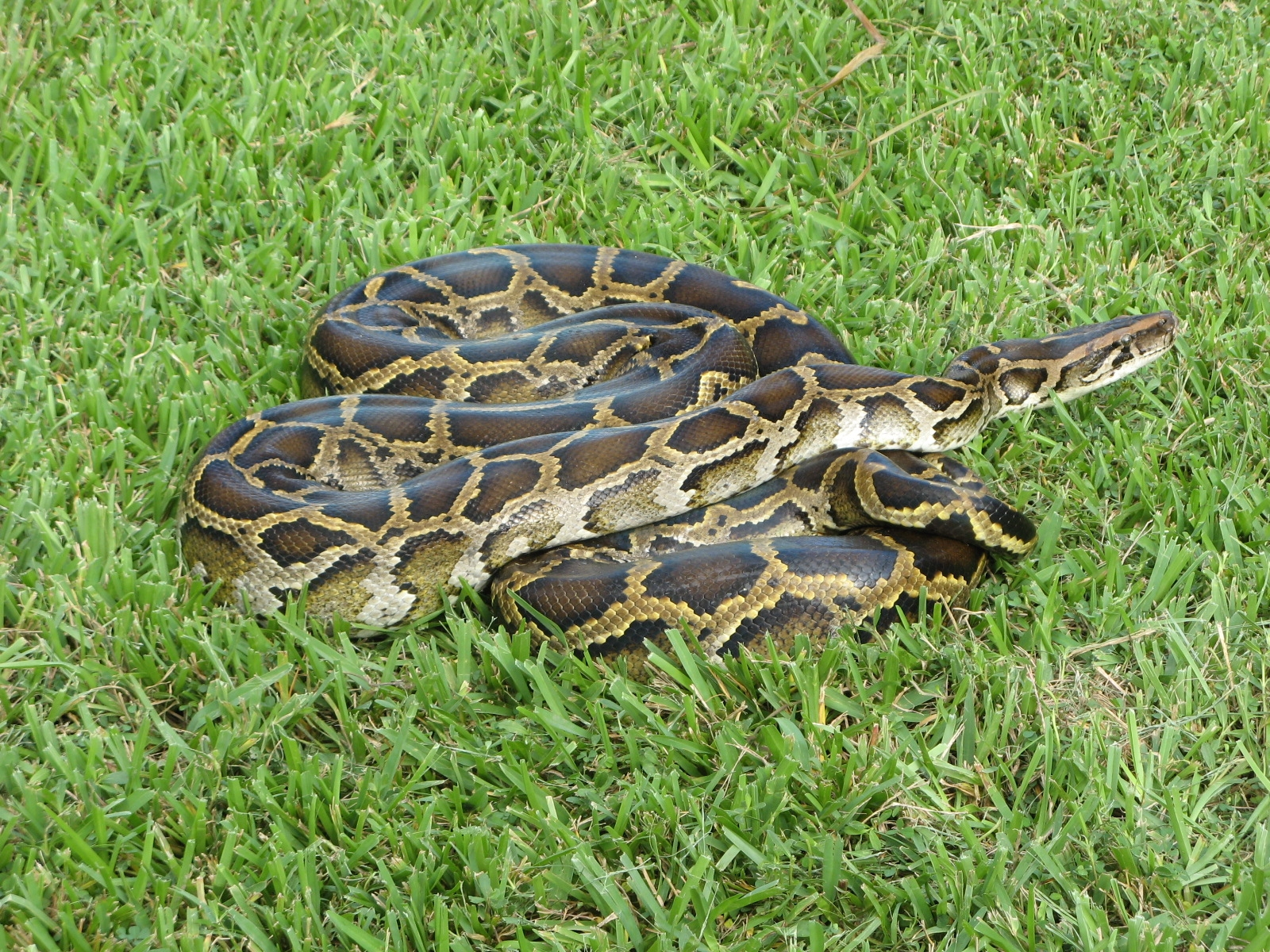
Az Everglades-ból
Kitenyésztett
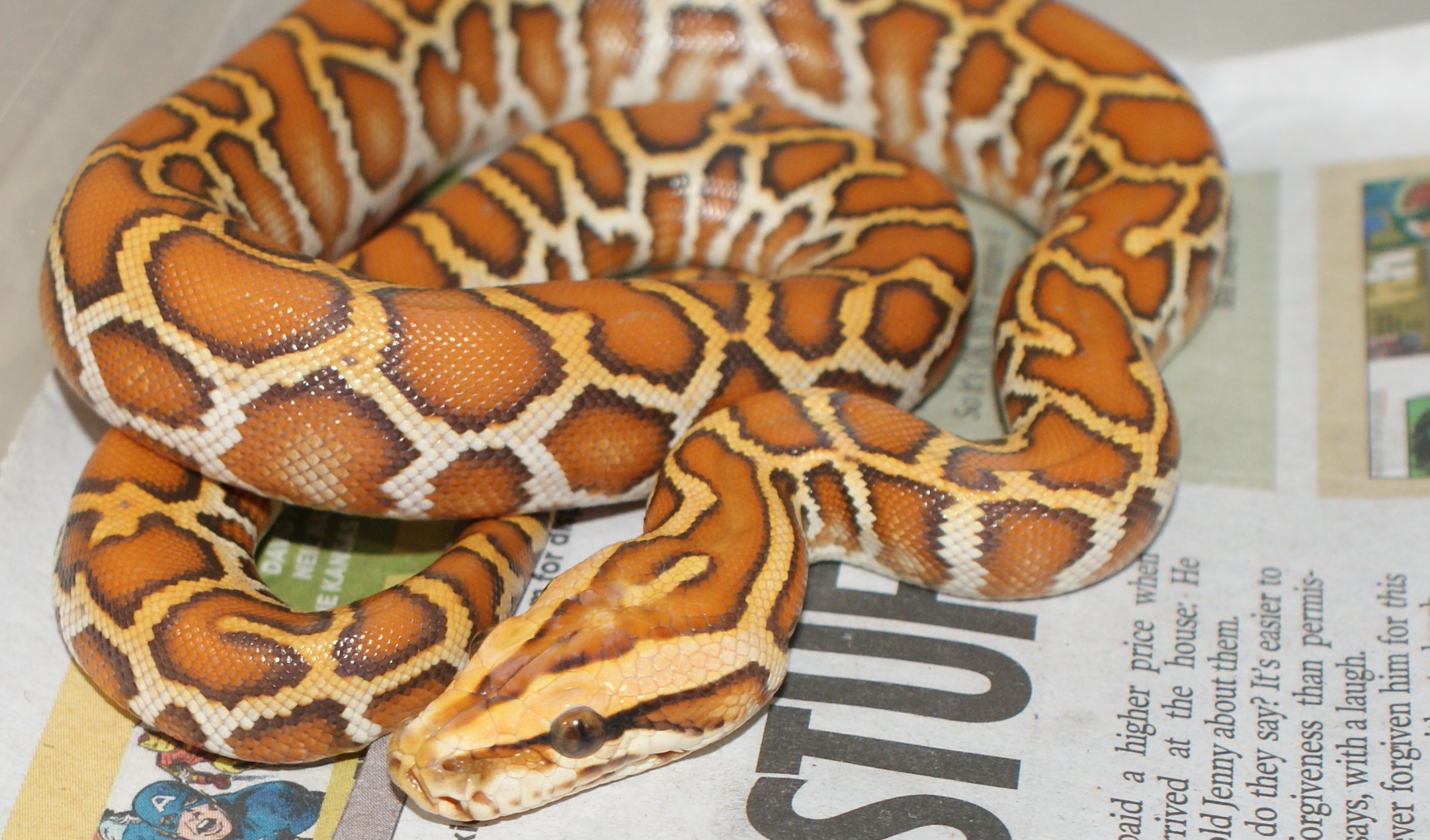
színekben
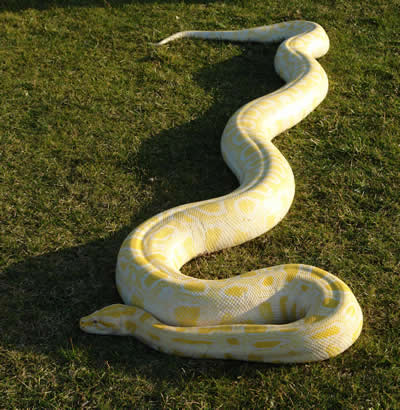
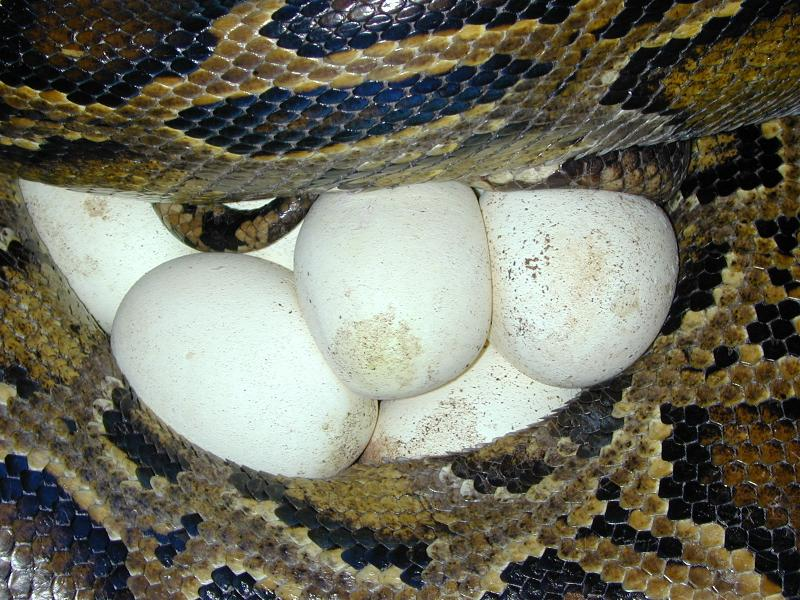
A tojásai
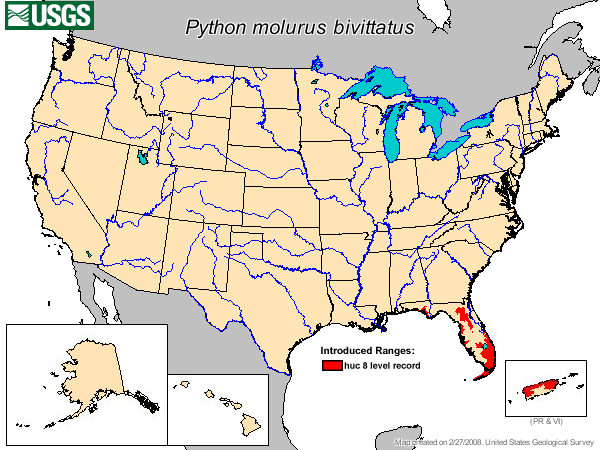
Az USA-beli elterjedése 2007-ig

### Fordítás
- Ez a szócikk részben vagy egészben  a   Burmese python című angol Wikipédia-szócikk ezen változatának fordításán alapul.  Az eredeti cikk szerkesztőit annak laptörténete sorolja fel. Ez a jelzés csupán a megfogalmazás eredetét és a szerzői jogokat jelzi, nem szolgál a cikkben szereplő információk forrásmegjelöléseként.